# Tamnay-en-Bazois
Tamnay-en-Bazois település Franciaországban, Nièvre megyében. Lakosainak száma 166 fő (2022. január 1.). Tamnay-en-Bazois Chougny, Brinay, Châtillon-en-Bazois, Maux és Ougny községekkel határos.

## Népesség
A település népessége az elmúlt években az alábbi módon változott:
| Lakosok száma | 183  | 181  | 178  | 167  | 162  | 160  | 159  | 158  | 166  |
|               | 2013 | 2015 | 2016 | 2017 | 2018 | 2019 | 2020 | 2021 | 2022 |